# 中国—玻利维亚关系
中国—玻利维亚关系（西班牙語：Relaciones China-Bolivia），是指歷史上的中國和玻利維亞、以至現在中華人民共和國與多民族玻利维亚国之間的雙邊關係。玻利維亞在1919年12月與中華民國建交，後來在1985年7月與中華人民共和國建立邦交。

## 歷史

### 中華人民共和國成立前
歷史上的中國和玻利维亚遠在建交前已有交流：16世纪至18世纪時，人們可在玻利維亞南部城市波托西購買亞洲和中東的貨品，當中包括產自中国的瓷器:163；19世纪時，有華工进入玻利维亚:97。玻利维亚境內曾发现中国古代的歷史文物，包括帶有汉字的雕刻:60；此外，玻利維亞的銀元也曾在明朝和清朝時流入中國:269。
玻利维亚於1911年在香港设立领事馆:97。1919年12月，中華民國和玻利维亚的代表在日本东京签署《中国和玻利维亚通好条约》，建立正式的外交關係，承諾互相派駐使節到對方首都，又決定兩國永遠保持友好:97, 121；中華民國政府曾對条约在日本簽訂感到不滿，希望改為在歐美簽訂条约，被認為是因為當時的中華民國有意終止中國外交受日本干涉的情況:185。
第二次世界大戰期間，有玻利维亚華人捐款支持中國對日抗戰。

### 中華人民共和國成立後
1953年12月，玻利维亚政府希望能與中華人民共和國交往，要求驻伦敦使馆研究中华人民共和国教育機構的资料；玻利维亚驻伦敦使馆請求捷克斯洛伐克驻伦敦使馆擔任中间人的角色，代之與中華人民共和國方面洽談:353。
中華民國於1959年在玻利維亞設立大使館，玻利維亞亦於1981年設立駐中華民國大使館。1978年，美國決定承認中華人民共和國，並與之建交；當時，玻利維亞城市聖克魯斯有華僑聯合致電中華民國政府，承諾無條件地支持中華民國。
中華人民共和國和玻利维亚經過很长時間，才正式建立外交關係:11；當地曾有華僑建议該國总统与中华人民共和国建交，其後又設法使玻利維亞能和中華人民共和國开展邦交:526。玻利維亞外交部在1985年1月聯絡中華人民共和國驻阿根廷使馆，表示希望與中華人民共和國建交，但玻利維亞軍方堅決反对，中華民國方面便邀请當地军方高层访問台灣；時任玻利維亞总统埃爾南·西萊斯·蘇亞索起初擱置建交一事，但後來當地的主要政治勢力均同意玻利维亚和中華人民共和國建交，他便決定在離任总统一職前使兩国建立外交關係:11。
1985年7月，中華人民共和國和玻利维亚建立了外交關係；及後，中華民國向玻利维亚當局提出抗议，又與該國斷交:202。有分析認為，中華民國和玻利维亚斷交，預示中華民國會失去更多邦交國。

## 經貿關係
- 中國出口到玻利维亚的商品（2012年）[15]
- 玻利维亚出口到中國的商品（2012年）[16]

中國（不包括港澳台）在2012年出口了10.1億美元到玻利维亚，貨物有機械設備、載具、金屬製品等；玻利维亚同年出口了3.22億美元來華（不包括港澳台），逾68%貨物為礦產，其餘貨物則包括木材和金屬等。2010年，玻利维亚外贸协会以「活力十足」和「潜力不可限量」形容中玻貿易；中華人民共和國在2011年是玻利维亚第二大的出口目的地。

## 投资合作
中国中钢集团公司承建了玻利维亚苏亚雷斯港的穆通钢厂项目，该项目是玻利维亚建国200周年计划中实现经济多元化和工业化的重点项目之一。玻利维亚总统路易斯·阿尔塞曾表示穆通钢厂建成将彻底改变玻利维亚钢材完全依赖进口的历史。

## 文化關係
玻利維亞的市立聖西蒙大學設有一所孔子學院，該學院在2012年9月開始提供汉语教学；国家汉语国际推广领导小组办公室派出多名教师和志愿工作者到孔子學院，而學院也有來自玻利维亚本地的教师。

## 外交代表机构
中国在玻利维亚的拉巴斯市设有大使馆，该使馆设立于1985年9月，首任大使为原焘，使馆设有办公室、领事部、武官处、政治处、经商处等部门。1986年8月，玻利维亚亦在中国设立使馆，尚兼任玻利维亚驻泰国、越南的非常驻大使。
中国也在玻利维亚的圣克鲁斯市设有总领馆，该领馆曾在2002年3月降格为领事馆，后于2013年12月恢复为总领馆。

## 外部連結
- 中華人民共和國駐多民族玻利維亞國大使館官方網站（简体中文）（西班牙文）
  - 中華人民共和國駐多民族玻利維亞國大使館經濟商務處官方網站（简体中文）
- 中华人民共和国驻圣克鲁斯总领事馆官方网站（简体中文）（西班牙文）
- 玻利维亚驻华大使馆（西班牙文）（英文）